# 五部大論
五部大論，為五部在印度所造的大乘佛教的論典，所指有两種，一為註解唯識經典的彌勒五論，另一是藏傳佛教佛學院僧人必讀的五部大論《現觀莊嚴論》為主的顯宗的論典、《入中論》為主的中觀的論典、《釋量論》為主的量理的論典、《俱舍論》為主的阿毗達磨論典、《戒論》為主的律論。

## 彌勒五論
依汉传佛教，这五部论是
- 《瑜伽师地论》，百卷，唐玄奘譯；
- 《大乘庄严经论颂》，十三卷，唐波羅頗蜜多羅譯；
- 《分别瑜伽论》，未翻；
- 《金剛般若論》二卷，秦羅什譯[1]，北魏菩提流支譯(《金剛般若經論》)、唐義淨譯(《能斷金剛般若波羅蜜多經論》)[2]；
- 《辨中边论颂》，一卷，唐玄奘譯。

依藏传佛教，彌勒五論是
- 《辨法法性论》、
- 《辨中边论颂》、
- 《究竟一乘宝性论》、
- 《现观庄严论》、
- 《大乘庄严经论颂》

## 藏傳佛教五部大論
藏傳佛教通常所謂的五部大論為：
- 彌勒（Maitreya）的《現觀莊嚴論》（Abhisamaya-alaṅkāra），一說是無著 （Asanga）的作品；
- 世親 （Vasubandhu）的《阿毗達磨俱舍論》（Abhidharma-kośa）；
- 功德光（Gunaprabha）的《律經》；（Vinaya-sūtra）；
- 法稱（Dharmakīrti）的《釋量論》（Pramāṇavarttikakārika）；
- 月稱（Candrakīrti）的《入中論》（Madhyamakāvatāra）。

多為二勝六莊嚴所著作。

## 參閲
- 彌勒五論